# Michel Croci
 (octobre 2022).
Si vous disposez d'ouvrages ou d'articles de référence ou si vous connaissez des sites web de qualité traitant du thème abordé ici, merci de compléter l'article en donnant les références utiles à sa vérifiabilité et en les liant à la section « Notes et références ».
Michel Croci, né le 26 juillet 1944 à Montmartin-sur-Mer dans la Manche et mort pour la France le 25 janvier 1984 à Torodum (Tchad), était un aviateur militaire français.

## Biographie
Le capitaine Michel Croci de la 11e escadre était un pilote de chasse expérimenté et de très grande valeur  qui totalisait 3860 heures de vol, dont 1100 heures sur Jaguar. Le 25 janvier 1984, alors qu’il était chef de détachement à N’Djamena dans le cadre de l’opération Manta, il s’est envolé à la tête d’une patrouille mixte de Jaguar et de Mirage F1 pour effectuer une mission de reconnaissance armée au-dessus d’éléments hostiles dans la région de Torodoum. Touché par les tirs d’une colonne de rebelles, son avion a explosé en vol. La mention « Mort pour la France » lui a été attribuée par décision ministérielle et il a été cité à l’ordre de l’armée aérienne à titre posthume le 3 février 1984.  » Officier aux qualités professionnelles, humaines et militaires exceptionnelles, pilote de chasse de très grande valeur, chef de patrouille particulièrement expérimenté totalisant 3860 heures de vol dont 1100 heures sur Jaguar. Sa personnalité, sa foi très profonde en la mission, son rayonnement et son dynamisme lui avaient permis de s’imposer très rapidement comme chef des opérations de l’escadron. Chef de détachement dans le cadre de l’opération Manta, il a fait le sacrifice suprême dans l’accomplissement de son devoir au cours d’une mission opérationnelle de reconnaissance au-dessus d’éléments hostiles le 25 janvier 1984 à Torodum (République du Tchad) ».